# Yvonne Margarula
Yvonne Margarula là nhà bảo vệ môi trường người Úc. Bà đã đoạt "Giải thưởng Môi trường quốc tế" của tổ chức Bạn Trái đất (Friends of Earth) năm 1998 và Giải Tương lai phi hạt nhân năm 1998. Bà cũng được thưởng Giải Môi trường Goldman năm 1999, chung với Jacqui Katona, như sự nhìn nhận các nỗ lực bảo vệ đất đai và nền nông nghiệp chống lại việc đào mỏ khai thác urani.

## Hoạt động phản kháng
Các thổ dân Mirrar ở Úc, do Margarula và Katona lãnh đạo, đã mở một đợt vận động rộng rãi chống đối việc đào mỏ urani Jabiluka ở Lãnh thổ Bắc Úc. Họ sử dụng lối hoạt động hợp pháp và giáo dục để đạt được sự ủng hộ rộng rãi ở phạm vi quốc gia và quốc tế. Tháng 3 năm 1998 thổ dân Mirrar, cùng với các tổ chức môi trường khác, đã sử dụng biện pháp bất phục tùng dân sự (civil disobedience) để tạo ra một trong các cuộc phong tỏa lớn nhất trong lịch sử. Trong vòng nhiều tháng, có khoảng 5.000 người từ khắp nước Úc và trên thế giới đã tới nơi xa xôi hẻo lánh này để phản đối cùng với người Mirrar. Tháng 7 năm 1998 công ty Energy Resources of Australia đã dọn dẹp đất và bắt đầu xây dựng đường vào mỏ Jabiluka, mặc dù có các cuộc phản đối, và khoảng 550 người đã bị bắt, trong đó có Margarula và Katona.